# If You Love Me, Let Me Know
If You Love Me, Let Me Know — сборник песен австралийской певицы Оливии Ньютон-Джон, выпущенный в Северной Америке 28 мая 1974 года на лейбле MCA Records. Кроме заглавного трека, весь материал был взят с её предыдущих трех альбомов: Olivia (1972), Let Me Be There (1973) и Long Live Love (1974).
Альбом возглавил чарты Канады и США и получил там платиновые и золотые сертификации соответственно. С альбома были выпущены два хит-сингла, «If You Love Me (Let Me Know)» и «I Honestly Love You», последний из которых стал синглом номер один Ньютон-Джон в США, а также фирменной песней.

## Список композиций
| №  | Название                       | Автор(ы)                   | Длительность |
| -- | ------------------------------ | -------------------------- | ------------ |
| 1. | «If You Love Me (Let Me Know)» | Джон Ростилл               | 3:15         |
| 2. | «Mary Skeffington»             | Джерри Рафферти            | 2:29         |
| 3. | «Country Girl»                 | Алан Хокшоу, Питер Гослинг | 3:50         |
| 4. | «I Honestly Love You»          | Питер Аллен, Джефф Барри   | 3:39         |
| 5. | «Free The People»              | Барбара Кит                | 3:21         |

| №                   | Название                  | Автор(ы)                                            | Длительность |
| ------------------- | ------------------------- | --------------------------------------------------- | ------------ |
| 1.                  | «The River’s Too Wide»    | Боб Моррисон                                        | 3:16         |
| 2.                  | «Home Ain’t Home Anymore» | Джон Фаррар Питер Робинсон                          | 2:53         |
| 3.                  | «God Only Knows»          | Брайан Уилсон, Тони Эшер                            | 2:49         |
| 4.                  | «Changes»                 | Оливия Ньютон-Джон                                  | 2:31         |
| 5.                  | «You Ain’t Got The Right» | Деннис Локорьер, Рэй Сойер, Рон Хаффкин, Джей Дэвид | 3:31         |
| Общая длительность: | Общая длительность:       | Общая длительность:                                 | 31:08        |

## Позиции в хит-парадах

### Еженедельные чарты
| Хит-парад (1974)                   | Высшая позиция |
| ---------------------------------- | -------------- |
| Канада (RPM Top Albums/CDs)        | 1              |
| США (Billboard 200)                | 1              |
| США (Billboard Top Country Albums) | 1              |

### Годовые чарты
| Хит-парад (1974)                   | Позиция |
| ---------------------------------- | ------- |
| Канада (RPM Year-End)              | 22      |
| США (Billboard 200)                | 83      |
| США (Billboard Top Country Albums) | 5       |
| США (Cash Box Top 100)             | 20      |
| Хит-парад (1975)                   | Позиция |
| США (Billboard Top Country Albums) | 12      |

## Сертификации и продажи
| Регион                                                      | Сертификация  | Продажи  |
| ----------------------------------------------------------- | ------------- | -------- |
| Канада (Music Canada)                                       | 2× Платиновый | 200 000^ |
| США (RIAA)                                                  | Золотой       | 500 000^ |
| ^ Данные о тиражах приведены только на основе сертификации. |               |          |